# Pailón
Pailón è un comune (municipio in spagnolo) della Bolivia nella provincia di Chiquitos (dipartimento di Santa Cruz) con 48.313 abitanti (dato 2010).

## Cantoni
Il comune è suddiviso in 5 cantoni.
- Pailón
- Cañada Larga
- Cerro Concepción
- Pozo del Tigre
- Tres Cruces